# Wilhelm Schmidt (Germanist)
Wilhelm Schmidt  (* 28. Mai 1914 in Märzdorf (Böhmen); † 17. November 1982 in Potsdam-Babelsberg) war ein deutsch-tschechischer Germanist, Slawist, Linguist und Hochschullehrer.

## Leben
Er wurde als Sohn eines Webers in Märzdorf geboren, besuchte die dortige Grundschule um dann im Jahre 1933 in dem böhmischen Braunau auf dem Humanistischen Gymnasium seine Matura mit Auszeichnung abzulegen. In den Jahren 1933 bis 1937 studierte er an der Karls-Universität Prag slawische, klassische und deutsche Philologie und Indogermanistik.
Zu seinen akademischen Lehrern zählten u. a. Ferdinand Liewehr (1896–1985), Edmund Schneeweis, Theodor Hopfner, Friedrich Slotty, Erich Gierach, Gerhard Gesemann und Ernst Otto.
Seine Dissertation „Der alttschechische Mastičkář“, welche mit dem Prädikat summa cum laude ausgezeichnet worden war, zeigte seine fundierten Kenntnisse der tschechischen Sprache. Nach seiner Promotion wurde er in den tschechoslowakischen Staatsdienst übernommen, um als Lehrer die Kenntnisse der tschechischen und lateinischen Sprache zu vermitteln.
Am 1. Oktober 1938 wurde zunächst das Sudetenland vom NS-Deutschland annektiert. Die verbliebene Rest-Tschechoslowakei als übrig gebliebene Zweiten Tschechoslowakische Republik wurde im Frühjahr 1939 aufgelöst. Es entstand ein Slowakischer Staat, Deutschland annektierte die tschechische Region als Protektorat Böhmen und Mähren und Ungarn die Karpatenukraine.
Schmidt siedelte 1946 in das Gebiet der damaligen sowjetischen Besatzungszone mit deren politischen-gesellschaftlichen Zielen und Strebungen eines antifaschistisch-demokratischen Neuaufbaus, so auch im Bereich der Sprachlehre und Didaktik sich Schmidt verbunden fühlte. Nach Gründung der Deutschen Demokratischen Republik (DDR) am 7. Oktober 1949 war er von 1953 an als Lehrer und Leiter in verschiedenen Oberschulen, als nebenamtlicher Volkshochschuldozent und als Referent, Abteilungsleiter und Hauptabteilungsleiter im Ministerium für Volksbildung für Thüringen tätig.
In Erfurt war er ab dem Jahre 1953 an der Pädagogischen Hochschule Erfurt und dann ab dem Jahre 1958 bis zu seiner Emeritierung im Jahre 1979 an der Pädagogischen Hochschule „Karl Liebknecht“ Potsdam als Hochschullehrer tätig. Er habilitierte sich im Jahre 1963 mit dem Thema „Lexikalische und aktuelle Bedeutung; ein Beitrag zur Theorie der Wortebedeutung“.
Während seiner Tätigkeit an der Pädagogischen Hochschule Potsdam gründete Schmidt im Jahre 1972 das „Institut für marxistisch-leninistische Sprachtheorie in der Sprachlehrerausbildung“.
Schmidt begleitete als Mitarbeiter etliche Gremien und Organisationsstrukturen der DDR, anzuführen sind seine Mitgliedschaften im „Rat für Sprachwissenschaft“ bei der Akademie der Wissenschaften der DDR, im „Wissenschaftlichen Rat“ des „Instituts für gesellschaftswissenschaftlichen Unterricht“ der Akademie der Pädagogischen Wissenschaften der DDR und seine Mitgliedschaft im Redaktionskollegium der „Zeitschrift für Phonetik, Sprachwissenschaft und Kommunikationsforschung (ZPSK)“.

## Werke (Auswahl)
- Deutsche Sprachkunde: Ein Handbuch für Lehrer und Studierende mit einer Einführung in die Probleme des sprachkundlichen Unterrichts.  Verl. Volk u. Wissen, Berlin 1959, Neuauflage IFB, Paderborn 2008, ISBN 3-931263-77-0
- Lexikalische und aktuelle Bedeutung; ein Beitrag zur Theorie der Wortebedeutung. Akademie-Verlag, Berlin 1963
- Sprache und Ideologie; Beiträge zu einer marxistisch-leninistischen Sprachwirkungsforschung. M. Niemeyer, Halle (Saale) 1972
- Geschichte der deutschen Sprache. Ein Lehrbuch für das germanistische Studium. 10., verbesserte und erweiterte Auflage, erarbeitet unter der Leitung von Helmut Langner und Norbert Richard Wolf, S. Hirzel Verlag, Stuttgart 2007, ISBN 3-7776-1432-7
- Grundfragen der deutschen Grammatik: eine Einführung in die funktionale Sprachlehre. Verlag Volk und Wissen, Berlin 1965
- Sprache – Bildung und Erziehung. Bibliographisches Institut, Leipzig 1977
- Rede, Gespräch, Diskussion: Grundlagen und Übungen.  Bibliographisches Institut, Leipzig 1977
- Zum Funktionsbegriff in der neueren Linguistik, insbesondere in der funktional-kommunikativen Sprachbetrachtung. Zeitschrift für Phonetik, Sprachwissenschaft und Kommunikationsforschung 35, (1982) 1: 9–18.
- Wilhelm Schmidt, Eberhard Stock: Rede, Gespräch, Diskussion : Grundlagen und Übungen. VEB Bibliographisches Institut, Leipzig 1979.
- Wilhelm Schmidt (Hrsg.): Funktional-kommunikative Sprachbeschreibung: theoretisch-methodische Grundlegung. Bibliographisches Institut, Leipzig 1981